# 伊尔玛利宁号岸防舰

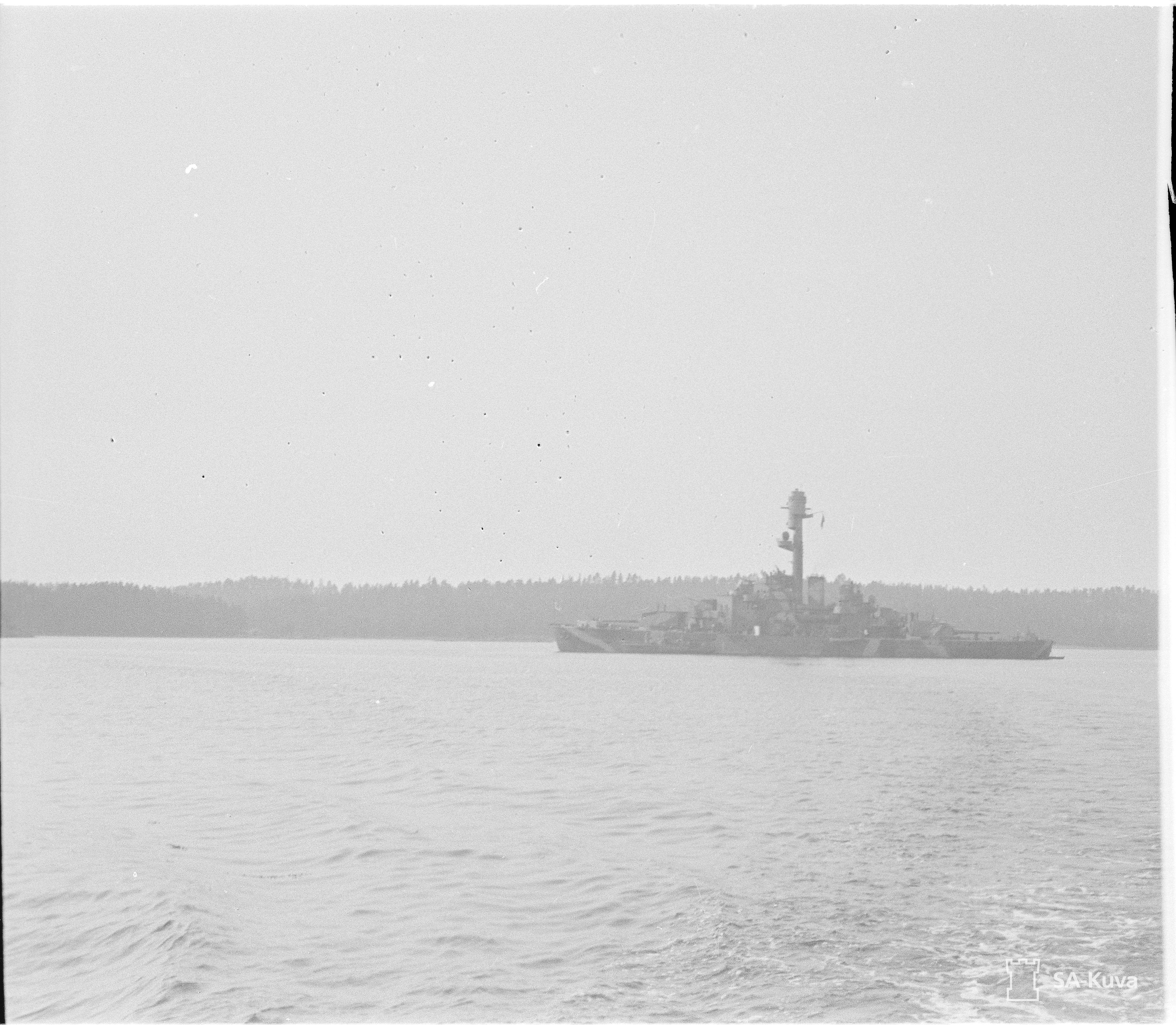
1941年7月时的伊尔玛利宁号岸防舰

伊尔玛利宁号岸防舰（芬蘭語：Panssarilaiva Ilmarinen）是芬兰海军的一艘岸防舰，由位于图尔库的克赖顿-武尔坎造船厂建造，于1931年下水。该舰是根据芬兰民族史诗《卡勒瓦拉》中的神话英雄伊尔玛利宁而命名的。伊尔玛利宁号是自1933年5月1日至1941年9月13日撞击水雷沉没期间芬兰海军的旗舰。